# Real Salt Lake
Real Salt Lake je američki profesionalni nogometni klub sa sjedištem u predgrađu Salt Lake Cityja,  Sandy, Utah. To je klub koji se natječe u Major League Soccer (MLS), u profesionalnoj nogometnoj ligi SAD-a i Kanade.
Klub je postao dvanaesti MLS klub, širenjem lige 2005. Svoj prvi naslov osvojio je u MLS kupu 2009. Momčad igra svoje domaće utakmice na stadionu Rio Tinto, nogometnom stadionu koji je otvoren 2008. Prije toga momčad je igrala na Rice-Eccles stadionu. Glavni trener je Jason Kreis.

## Vanjske poveznice
- Webstranica kluba
- Webstranica obožavatelja kluba
- The Loyalists Supporters Club
- Webstranica obožavatelja kluba  Arhivirana inačica izvorne stranice od 27. rujna 2007. (Wayback Machine)